# Santa Ana Tavela
Santa Ana Tavela è un comune del Messico, situato nello stato di Oaxaca.